# Hrabiowie Tusculum

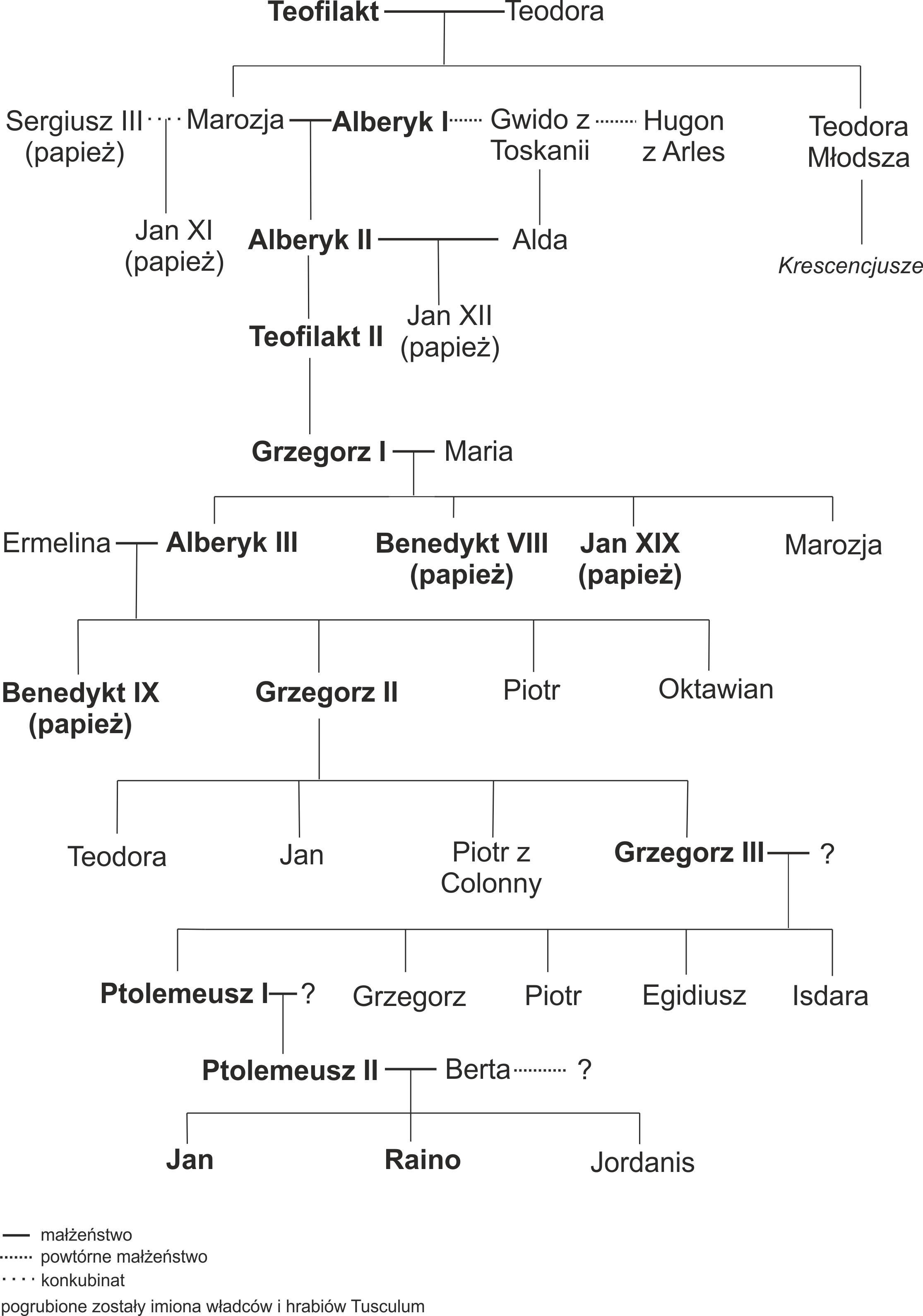
Drzewo genealogiczne władców i hrabiów Tusculum

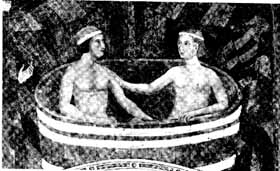
Marozja i Teodora, jedne z antenatek rodu Tusculum

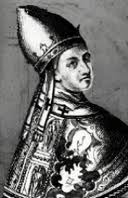
Benedykt IX, ostatni papież z rodu Tusculum

Hrabiowie Tusculum – arystokratyczny ród hrabiów, sprawujący władzę w średniowiecznym Rzymie. Byli oni także spokrewnieni w linii żeńskiej z rodem Krescencjuszy. W przeciwieństwie jednak do Krescencjuszy, byli oni stronnictwem procesarskim.
Tuskulańczycy byli rodem wywodzącym się od księcia Alberyka I, zięcia rzymskiego konsula, Teofilakta. W X wieku zdobyli oni władzę nad Rzymem, dzięki czemu zapewnili sobie możliwość wpływania na wybór papieża. Co najmniej pięciu papieży, a także kilku antypapieży zostało desygnowanych właśnie dzięki rodzinie z Tusculum. Po raz drugi, władzę przejęli po rządach Krescencjuszy, na początku XI wieku. Literatura źródłowa podaje, że po raz pierwszy nazwani są „hrabiami Tusculum” ok. 999 roku – wcześniej byli władcami miasta, lecz bez tytułu szlacheckiego.

## Geneza
Kiedy w 887 roku nastąpiła abdykacja Karola Grubego, we Włoszech rozpoczęły się wojny pomiędzy feudałami. Spowodowało to powszechną anarchię – zarówno tron papieski, jak i cesarski straciły swój autorytet. Skutkiem tego było zwiększenie wpływów cesarstwa bizantyńskiego w południowych Włoszech. Głównymi pretendentami do żelaznej korony byli władcy Spoleto, Toskanii, Ivrei i Friuli. W 888 roku w Pawii, na króla koronował się Berengariusz z Friuli, lecz już rok później, władcą ogłosił się Gwidon z Toskanii. Po śmierci Gwidona i jego syna, Berengariusz pozostał jedynym królem i choć nie mógł podporządkować sobie środkowych Włoch, musiał się zmierzyć z atakami Węgrów (z północy) i Arabów (z południa). Poniósł jednak klęskę w bitwie pod Brentą i został usunięty z tronu. Wkrótce potem, w 926 roku, królem został Hugon z Prowansji, który podobnie jak poprzednicy nie opanował Rzymu. Umożliwiło mu to dopiero małżeństwo z Marozją. Była ona córką Teofilakta i jego żony Teodory. Teofilakt pełnił funkcję konsula i przybrał tytuł od nazwy miasta Tusculum.

## I okres u władzy (920–964)
W celu zapewnienia sobie pełnej władzy nad Rzymem, Teofilakt i Teodora walnie przyczynili się do wyboru papieży Sergiusza III, Anastazego III i Lando. Pierwszy z nich, był także najprawdopodobniej kochankiem 15-letniej córki Teofilakta, Marozji; z tego związku urodził się syn, który potem został papieżem i przybrał imię Jan XI.
Po śmierci Teofilakta i jego żony, władzę w Rzymie przejęła ich starsza córka Marozja, która pełniła funkcje senatrix i patricia. Gdy objęła pełnię władzy, wprowadziła na Stolicę Piotrową kolejnych papieży: Leona VI i Stefana VII. Jej prawdziwym zamiarem było jednak elekcja syna, który przyjął imię Jana XI. Marozja poślubiła wówczas księcia Spoleto, Alberyka I, z którym miała syna Alberyka II. Po śmierci księcia Alberyka, Marozja wyszła za Gwidona z Toskanii, a następnie za Hugona z Arles. W międzyczasie Alberyk II postanowił przejąć władzę w Rzymie i wzniecił bunt przeciw matce i przyrodniemu bratu. Wtrącił ich oboje do więzienia i to on sprawował najwyższą władzę. Ogłosił się wówczas princepsem, księciem i senatorem wszystkich Rzymian. Tytuł ten nie miał prawdopodobnie nic wspólnego z prawdziwym Senatem, a jedynie oddawał zakres jego rzeczywistej władzy świeckiej (występował tylko w tej rodzinie). Sprawował rządy silnej ręki; kiedy w 936 roku zmarł jego przyrodni brat – papież Jan XI – Alberyk zmusił benedyktyńskiego mnicha, Leona VII do wstąpienia na Stolicę Piotrową. Podobnie trzech następców Leona, zawdzięczało swoją nominację księciu: Stefan VIII, Maryn II i Agapit II. Gdy Alberyk umierał, zobowiązał kler, by po śmierci urzędującego papieża, wybrali na Tron Piotrowy jego nieślubnego syna, Oktawiana. Jego pontyfikat, obfitujący w rozpustne i rozwiązłe życie, zakończył się wygnaniem z Rzymu przez cesarza niemieckiego Ottona I. Interwencje cesarskie spowodowały ograniczenie władzy przez hrabiów z Tusculum.

## II okres u władzy (1012–1048)
Przełom X i XI wieku, to okres w którym władzę sprawowali Krescencjusze, natomiast na czele hrabiów Tusculum stał Grzegorz I – wnuk Alberyka II. Był on zwolennikiem cesarza Ottona II, jak i papieża Sylwestra II. Jednak potem wzniecił bunt przeciw Ottonowi i przejął władzę w Rzymie. Za jego czasów, na papieża wybrany został, z nominacji Jana Krescencjusza, Sergiusz IV. Był on jednak z pochodzenia Tuskulańczykiem i za jego pontyfikatu Krescencjusze częściowo utracili swoje wpływy (w 1012 roku).
Oba rody arystokratyczne przystąpiły wówczas do próby przejęcia Lateranu i intronizacji swojego papieża. Hrabiowie Tusculum dokonali elekcji Benedykta VIII, natomiast Krescencjusze mianowali Grzegorza VI. Benedykt VIII, syn hrabiego, siłą przepędził z Rzymu Krescencjuszy i zmusił Grzegorza VI do ucieczki na dwór króla Henryk II, który uznał elekcję Benedykta za ważną (Grzegorz VI został ogłoszony antypapieżem). Po śmierci Benedykta papieżem został jego brat, Jan XIX, który dotychczas pełnił funkcje świeckie i nie miał święceń. Nakazał udzielić sobie wszystkich święceń jednego dnia, co było sprzeczne z prawem kanonicznym, a ponadto żądał wysokich sum pieniężnych za nadawanie godności kościelnych. Za pontyfikatów Benedykta VIII i Jana XIX, władzę świecką sprawował ich brat, Alberyk III. Początkowo pracował w sądownictwie miejskim, lecz później został przeniesiony do Pałacu Laterańskiego. Gdy Jan XIX zmarł, Alberyk, dzięki łapownictwu mianował papieżem swojego syna, który przybrał imię Benedykt IX. Na czele rodu hrabiów Tusculum, stanął wówczas starszy brat Benedykta Grzegorz II. Rozwiązły styl życia Benedykta, doprowadził do powstania przeciwko niemu w 1044 roku. Krescencjusze zdołali wówczas wprowadzić na Tron Piotrowy biskupa Jana z Sabiny, a Benedykt musiał uciec z miasta. Wkrótce potem zajął ponownie Lateran, lecz po dwóch miesiącach najprawdopodobniej sprzedał godność papieską archiprezbiterowi Grzegorzowi VI. Po raz trzeci wstąpił na Stolicę Apostolską w 1047 roku, na fali entuzjazmu ludności. Społeczne niezadowolenie Rzymian spowodowało, że już rok później został zmuszony do ostatecznej rezygnacji i wycofania się do rodzinnego Tusculum. Abdykacja Benedykta IX zakończyła okres dominacji hrabiów Tusculum i ich bezpośredniego wpływania na wybór papieża. Późniejsi hrabiowie próbowali jeszcze utrzymać swą władzę, choćby przez nominację antypapieża Benedykta X.

## Schyłek (1048–1170)
Gdy Benedykt IX sprawował jeszcze swoją funkcję, na czele rodu hrabiów stał jego brat, Grzegorz II – nie chciał on jednak wstąpić na Tron Piotrowy, ponieważ spodziewał się, że Rzymianie nie chcieliby jednoczesnego połączenia władzy świeckiej i duchowej. Po jego śmierci, władzę objął jego syn, Grzegorz III, który był bratem Piotra z Colonny (protoplasty rodu Colonnów). Podobnie jak poprzednicy, Grzegorz nosił tytuł patrycjusza i konsula rzymskiego, jednak nie był senatorem. Jego następcą został Ptolemeusz I. W celu odzyskania wpływów, usiłował on wzniecić powstanie przeciwko Paschalisowi II. Początkowo odniósł sukces i zmusił do ucieczki papieża, lecz wkrótce potem, dotychczasowy sojusznik hrabiego, Piotr z Colonny, stanął po stronie Paschalisa. Synem Ptolemeusza I, był Ptolemeusz II, który otrzymał od cesarza Henryka V większy obszar władania (podobny do tego, którym rządził Grzegorz III). Jego następcami zostali jego dwaj synowie: Jan i Raino. Przejęli oni władzę po śmierci ojca (w 1153 roku). W literaturze źródłowej Jan nie pojawia się już po 1167 roku, co świadczy, o tym, że już nie żył, a jedyną władzę sprawował wówczas jego brat. Raino został zmuszony przez komunę miejską (podburzającą do konfliktów), do sprzedania swojej posiadłości w Tusculum, prefektowi Janowi. Po wyjeździe prefekta, usiłował jeszcze odzyskać swoją fortecę jednak bezskutecznie. 8 sierpnia 1170 roku oddał władzę w Tusculum papieżowi Aleksandrowi III, całkowicie zrzekając się do niej praw, przez co jest uważany za ostatniego hrabiego tego miasta.